# 黄铎堡镇
黄铎堡镇，是中华人民共和国宁夏回族自治区固原市原州区下辖的一个乡镇级行政单位。
2011年7月18日，宁夏回族自治区人民政府批复同意设立黄铎堡镇，将三营镇西部黄铎堡、农科、黄湾、白河、张家山、杨圈堡、北庄、南城、老庄、金堡、曹堡、何沟12个村和头营镇陈庄、山岔、穆滩、铁沟4个村地域划归新设立的黄铎堡镇管辖，镇人民政府驻地黄铎堡村

## 行政区划
黄铎堡镇下辖以下地区：
黄铎堡村、南城村、老庄村、金堡村、曹堡村、农科村、黄湾村、白河村、张家山村、羊圈堡村、北庄村、何家沟村、陈庄村、三岔村、穆滩村和铁家钩村。